# Ter Kruissensmolen
De Ter Kruissensmolen (ook wel Molen Maes genoemd) is een windmolen in de Oost-Vlaamse gemeente Nukerke (Maarkedal).

## Geschiedenis
In de vijftiende eeuw stond er al een houten staakmolen op deze hoger gelegen plek. In 1556 was de molen in het bezit van de “heer van Ladeuze” te Etikhove. In het “Landboeck der Prochie van Nukerke Lande Van Aelst” uit 1772 werd de molen vermeld als “De hoogmeulen ter Crycen". Begin negentiende eeuw werd de bestaande staakmolen vervangen door de huidige stenen grondzeiler en ingericht als olie- en graanmolen. In 1831 werd de molen eigendom van de zout- en zeepzieder Desclée-Van Malderd uit Ronse en in 1864 kwam de molen in handen van de familie Willems uit Zulzeke. In 1899 werd de molen doorverkocht aan Richard Maes en tot op heden is de molen in het bezit van de familie Maes. In 1891 werd de olieslagerij verwijderd. In 1929 werden de wieken vernietigd tijdens een storm en stopten de activiteiten. Kort na 1940 werd het gevlucht weggenomen en werd de molen ingericht als woning en dusdanig zo gebruikt tot 1979. In de jaren 2000 werd de as met askop verwijderd. De molen bezit een typische ajuinvormige kap op zetel. Omdat de molen nu ingebouwd is geraakt is onder andere kruien niet meer mogelijk.